# Zéralda
Zéralda (în arabă زرالدة) este o comună din provincia Alger, Algeria.
Populația comunei este de 51.552 de locuitori (2008).